# Huigra
Huigra ist eine Ortschaft und eine Parroquia rural („ländliches Kirchspiel“) im Kanton Alausí der ecuadorianischen Provinz Chimborazo. Die Parroquia besitzt eine Fläche von 129,7 km². Die Einwohnerzahl lag im Jahr 2010 bei 2352.

## Lage
Die Parroquia Huigra liegt in der Cordillera Occidental. Der Río Chanchán durchschneidet bei Huigra das Gebirge in südwestlicher Richtung. Der Hauptort Huigra befindet sich 18 km südwestlich des Kantonshauptortes Alausí auf einer Höhe von 1250 m. Die Fernstraße E47 (Alausí–El Triunfo) führt an Huigra vorbei. Die Bahnstrecke Quito–Durán führt ebenfalls durch Huigra.
Die Parroquia Huigra grenzt im Nordosten an die Parroquia Sibambe, im Osten und im Südosten an die Parroquias Capsol und Compud (beide im Kanton Chunchi), im Süden an die Parroquia Llagos (ebenfalls im Kanton Chunchi), im Südwesten an die Parroquias General Morales und Ventura (beide im Kanton Cañar der Provinz Cañar) sowie im Nordwesten an den Kanton Cumandá.

## Geschichte
Die Parroquia wurde am 7. Mai 1907 gegründet. In Huigra starb am 17. September 1932 Leónidas Plaza Gutiérrez, 1901–1905 und 1912–1916 Präsident von Ecuador.